# Coniopteryx turneri
Coniopteryx turneri är en insektsart som beskrevs av Douglas E. Kimmins 1935. Coniopteryx turneri ingår i släktet Coniopteryx och familjen vaxsländor. Inga underarter finns listade i Catalogue of Life.